# Халяль-туризм

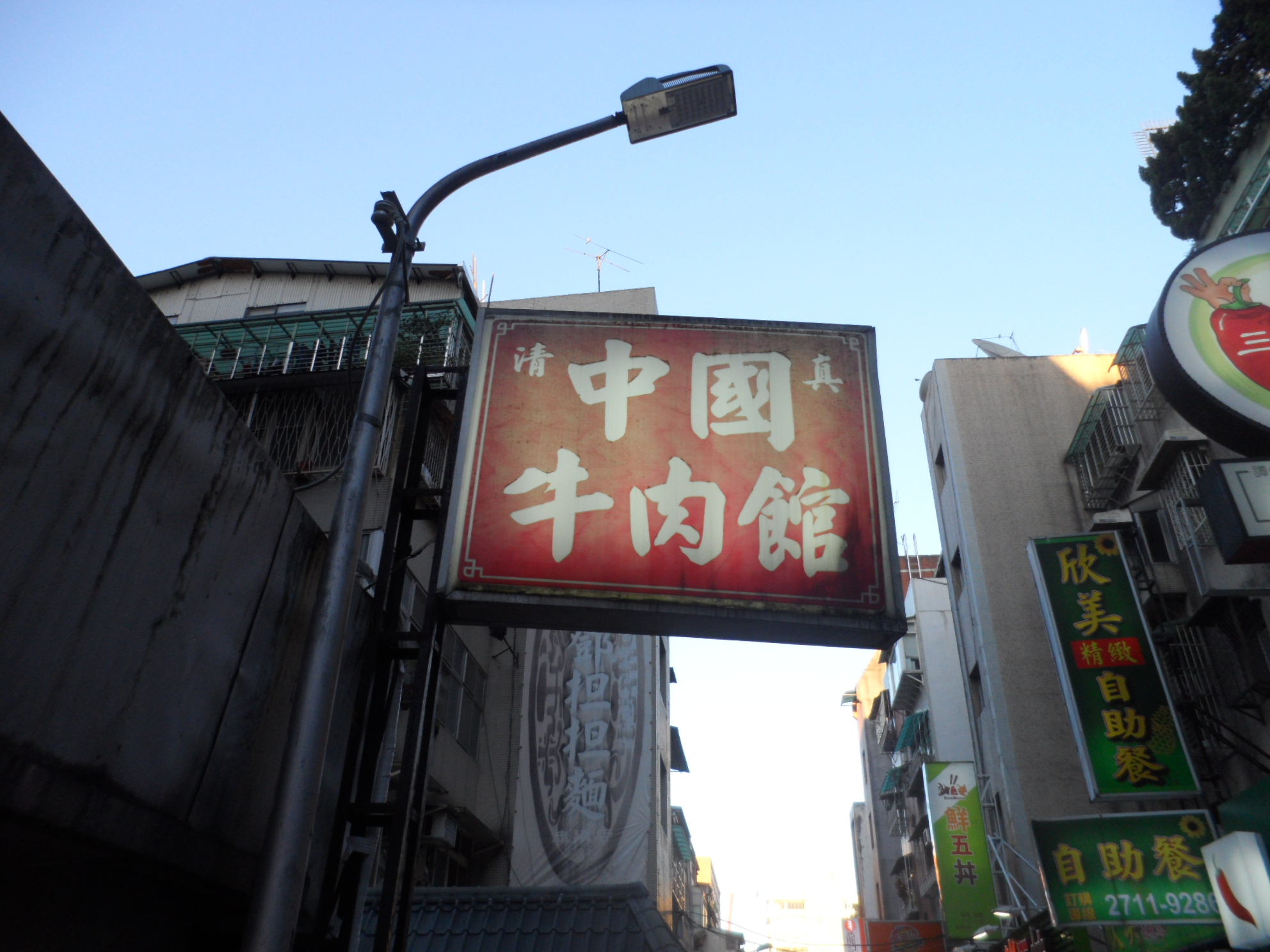
Халяльний китайський ресторан у Тайбеї, Тайвань.

Халяль-туризм є видом туризму, орієнтованого на мусульманські родини, які дотримуються правил ісламу. Готелі в таких місцях не подають алкоголь, мають окремі плавальні басейни та спа-центри для чоловіків і жінок, подають лише халяльну їжу та мають молитовні приміщення в номерах і в загальному залі. Турагенти, розробляючи для цього туристичні пакети, дотримуються принципів халяль. Малайзія, Туреччина та багато інших країн пропонують зручності відповідно до релігійних переконань мусульманських туристів, щоб залучити більше клієнтів. На даний момент не існує визнаних міжнародних стандартів халяльного туризму.
Індустрія халяль-туризму також забезпечує авіарейси, на яких не подають алкоголь та продукти зі свинини, оголошують час молитов і транслюють релігійні програми як частину розваг, що пропонуються на борту.
У багатьох міжнародних готелях подають халяльну їжу, яку забивають відповідно до вчень ісламського шаріату, та яка не містить жодних речовин, заборонених ісламом, таких як свинина та алкоголь. Деякі готелі наймають людей із мусульманського світу для надання послуг перекладу та іншої допомоги, яка може знадобитися туристам із мусульманських країн.
Стаття The Economist про халяль-бізнес, опублікована 25 травня 2013 року: «Це не просто про виробництво халяльної продукції. Такі послуги, як халяльний відпочинок, також процвітають. „Crescent Tours“, спеціаліст з подорожей з Лондона, бронює клієнтам готелі в Туреччині, які мають окремі басейни для чоловіків і жінок, заборонений алкоголь та працюють халяльні ресторани, а також здають в оренду приватні вілли для відпочинку з високими парканами навколо, мають в наявності Коран тощо».

## Мусульманський стандарт подорожі
У 2008 році організацією CrescentRating (Сингапур) було запущено перший у світі довідковий онлайн-інструмент для пошуку й оцінки готелів для подорожуючих мусульман. CrescentRating використовує рейтинг від 1 до 7 і категорії, що базуються на спектрі зручностей і послуг, які кожен готель-учасник пропонує мусульманським гостям, включаючи наявність молитовних килимів, халяльної їжі, можливість харчуватись в нестандартний час у Рамадан, зазначення напрямку кібли, вбиральні з водою, відсутність казино, категоричне відношення до алкоголю тощо.
У 2015 році компанія Tripfez запустила схожу систему класифікації халяльності під назвою Salam Standard. Вона має 4-рівневу систему класифікації, — від бронзи до платини. Система класифікації була визнана та підтримана Міністерством туризму, мистецтва та культури (Малайзія) та Центром ісламського туризму, та була вперше представлена на конференції COMCEC під егідою Організації ісламського співробітництва (ОІС) у 2017 році.

## Халяль-подорожі у світі
Подорожуючі мусульмани внесли понад 156 мільярдів доларів США у світовий ВВП у 2016 році, і планується, що до 2028 року він зросте до 225 мільярдів доларів, згідно з Глобальним Індексом Мусульманських Подорожей у 2023 році по версії CrescentRating. Згідно зі звітом Thomson Reuters, у 2014 році мусульмани з усього світу витратили 142 мільярди доларів на подорожі (за винятком Хаджу та Умри). Для порівняння: мандрівники з Китаю витратили на подорожі 160 мільярдів доларів у 2014 році, тоді як мандрівники зі США витратили 143 мільярди доларів, що поставило сектор мусульманських подорожей на третє місце у світових витратах на подорожі, де на нього припадає 11 відсотків загальних світових витрат на подорожі.

### Велика Британія
У квітні 2017 року Велика Британія посіла 20-те місце в загальному рейтингу глобальних мусульманських подорожей, але 3-тє місце в країнах, що не входять до ОІС, випередивши Іспанію, — незважаючи на її минулу ісламську спадщину. Частково успіх був пов'язаний із повітряним сполученням, легкістю спілкування, напрямками для сімейного відпочинку та доступністю молитовних місць, які, можливо, пов'язані з вже наявним місцевим мусульманським населенням.

### Індонезія
У грудні 2024 року Рада з туризму Балі підтвердила свою відмову від обов'язкового (в переважно ісламській Індонезії) маркування халяльного туризму та наполягала на прихильності острова туризму, заснованому на місцевій культурі. Визнаючи важливість інклюзивності, офіційні особи, проте, заявили, що Балі й надалі пропонуватиме послуги, орієнтовані на мусульман, але без шкоди для своєї індуїстської культурної ідентичності.